# حديقة كيب هاو مارين الوطنية
حديقة كايب هاو مارين الوطنية (بالإنجليزية: Cape Howe Marine National Park)‏هي محمية وطنية بحرية تقع قبالة جيبسلاند الشرقية في أقصى الطرف الشرقي من فيكتوريا، أستراليا. يمتد المنتزه البحري 4,050 هكتار (10,000 أكر) من شرق جزيرة جابو إلى كايب هاو وحدود نيو ساوث ويلز، وهو متاخم لمتنزه كروجينجولونج الوطني.